# 唐軍
唐 軍（とう ぐん、タン・ジュン、1962年5月 - ）は、中華人民共和国の政治家。遼寧省委員会常務委員会、大連市委員会書記を務めた。

## 略歴
江蘇省塩城市建湖県出身。2011年6月27日午前、遼寧省委員会書記、遼寧省人民代表大会常務委員会主任の王珉は「唐軍同志は遼寧省委員会常務委員会、大連市委員会書記を務める」発表決定した。中国共産党大連市第11回委員会第1回全体会議で7月16日に唐軍は大連市党委書記を選挙された。